# Opuntia megarhiza
Opuntia megarhiza ist eine Pflanzenart in der Gattung der Opuntien (Opuntia) aus der Familie der Kakteengewächse (Cactaceae). Das Artepitheton megarhiza leitet sich von den griechischen Worten mega für ‚groß‘ sowie rhiza für ‚Wurzel‘ ab und verweist auf die großen Pfahlwurzeln der Art.  Ein spanischer Trivialname ist „Nopalillo“.

## Beschreibung
Opuntia megarrhiza wächst niedrig strauchig, ist reich verzweigt und erreicht Wuchshöhen von bis zu 60 Zentimeter. Alle ein bis zwei Jahre werden einige eher aufrechte oberirdische Triebe gebildet. Es ist ein massives bis zu 50 Zentimeter langes und 6 Zentimeter dickes Rhizom vorhanden. Die dunkelgrünen, auffällig gehöckerten, verkehrt eiförmigen bis länglichen Triebabschnitte sind 7 bis 12 Zentimeter lang, 3 bis 4 Zentimeter breit und 0,6 bis 1 Zentimeter dick. Die Areolen stehen 0,8 bis 1,2 Zentimeter voneinander entfernt und tragen gelbe, weiche, kurze Glochiden. Die aus ihnen entspringenden zwei bis sechs Dornen sind nadelig, sehr schlank und brüchig, weißlich bis grau mit einer dunkleren Spitze. Sie erreichen eine Länge von 0,8 bis 3 Zentimeter.
Die zitrongelben, rosa überhauchten Blüten weisen Durchmesser von bis zu 5 Zentimeter auf. Die dunkelgrünen keulenförmigen und gehöckerten Früchte erreichen einen Durchmesser von 3 bis 4 Zentimeter.

## Verbreitung, Systematik und Gefährdung
Opuntia megarhiza ist im mexikanischen Bundesstaat San Luis Potosí verbreitet.
Die Erstbeschreibung erfolgte 1906 durch Joseph Nelson Rose.
Opuntia megarhiza wird in der Roten Liste gefährdeter Arten der IUCN als „Endangered (EN)“, d. h. als bedroht,  eingestuft. Die Entwicklung der Population wird als abnehmend angesehen.

## Nachweise